# Tàngara beccònica rogenca
La tàngara beccònica rogenca (Conirostrum rufum) és un ocell de la família dels tràupids (Thraupidae).

## Hàbitat i distribució
Habita vessants amb arbres a les muntanyes del nord-est i est de Colòmbia i l'extrem sud-oest de Veneçuela.